# Agnes of God
Agnes of God is een Amerikaanse dramafilm uit 1985 onder regie van Norman Jewison. Het scenario is gebaseerd op het gelijknamige toneelstuk uit 1979 van de Amerikaanse auteur John Pielmeier.

## Verhaal
Het lijkt erop dat een jonge non in het klooster zwanger is geraakt en vervolgens haar pasgeboren kind heeft gedood. Dr. Martha Livingston wordt door de rechtbank aangewezen als psychiater. Ze heeft er moeite mee om een verklaring te vinden.

## Rolverdeling
| Acteur             | Personage                 |
| ------------------ | ------------------------- |
| Jane Fonda         | Dr. Martha Livingston     |
| Anne Bancroft      | Moeder Miriam Ruth        |
| Meg Tilly          | Zuster Agnes              |
| Anne Pitoniak      | Moeder van dr. Livingston |
| Winston Rekert     | Detective Langevin        |
| Gratien Gélinas    | Vader Martineau           |
| Guy Hoffman        | Justice Joseph Leveau     |
| Gabriel Arcand     | Monseigneur               |
| Françoise Faucher  | Eve LeClaire              |
| Jacques Tourangeau | Eugene Lyon               |